# Алексово
Алексово (на гръцки: Μυλοχώρι, Милохори, катаревуса: Μυλοχώριον, Милохорион, до 1928 година Αλέξια, Алексия) е село в Егейска Македония, Гърция, дем Кукуш (Килкис) на административна област Централна Македония.

## География
Селото е разположено на 12 km северно от Кукуш (Килкис).

## История

### В Османската империя
В османски обобщен данъчен списък на немюсюлманското население от вилаета Тимур Хисаръ̀ от 1616 – 1617 година селото е отбелязано под името Алексова с 33 джизие ханета (домакинства). Според документ от 1625 година Алексова има 25 ханета.
През XIX век Алексово е село в Авретхисарската каза на Османската империя. Според „Етнография на вилаетите Адрианопол, Монастир и Салоника“, издадена в Константинопол в 1878 година и отразяваща статистиката на населението от 1873 година, в Алексово (Aleksovo) има 45 домакинства и 158 жители мюсюлмани. Според статистиката на Васил Кънчов („Македония. Етнография и статистика“) в 1900 година Алексово (Нехире Мутне) има 420 жители българи християни.
В Алексово пуска корени кукушката уния, но в 1900 година селото се отказва от нея и става екзархийско. Българският търговски агент в Солун Атанас Шопов и секретарят на агентството Недялко Колушев пишат:
| „ | Не е истина, че селата Алексово и Рошлово (Доганджий) са се отказали от унията по причина на преследвания и терор от страна на някакви си разбойнически чети; отказванието на тия две села, тъй и на селата Беглерия и Калиново е станало по причина, че български черковни власти са запретили на православните българи да се сродяват, т.е. да вземат или да дават моми от и на униатите, да им венчават и кръщават или да приемат от тях кърстници и кумове и пр. А не трябва да се изпуска от предвид, че всичките села в каазата, цялото население е българско православно, само в казаните четири села е имало 10 – 15 униатски къщи. | “ |

Според данни на председателя на българската православна община в Кукуш от лятото на 1903 година село Алексово е разделено в конфесионално отношение, като една част от жителите му е под върховенството на Българската екзархия, а друга е униатска.
В 1905 година цялото население на селото е под върховенството на Българската екзархия. По данни на секретаря на екзархията Димитър Мишев („La Macédoine et sa Population Chrétienne“) в 1905 година в Алеково (Alekovo) има 496 българи екзархисти и в селото работи българско училище с 1 учител и 19 ученици.
При избухването на Балканската война в 1912 година тринадесет души от Алексово са доброволци в Македоно-одринското опълчение. По данни на католическия свещеник Ван ден Пукхейд селото е изгорено от гръцки военни през Междусъюзническата война.
Боривое Милоевич пише в 1921 година („Южна Македония“), че Алексово има 200 къщи славяни християни.

### В Гърция
След Междусъюзническата война Алексово попада в Гърция. Българското му население се изселва в България - в Струмица и околните села, и на негово място са заселени гъркомани бежанци от струмишкото село Зъбово и някои други села. В преброяването от 1913 година те са 488 души. След Първата световна война обаче гъркоманите се връщат в Зъбово и в 1920 година в Алексово са регистрирани само 3 мъже. По-късно в селото са заселени местни каракачани или власи.
От 1918 до 1921 година в Мирово, Морарци и Алексово служи униатският свещеник Атанас Иванов, а в 1919 – 1921 година в Алексово служи Стоян Пецов. След 1919 година част от униатските жители на селото се установяват край Гара Левуново, където основават село Делчево, днес Ново Делчево. Наследник на алексовската униатска енория „Свети Илия“ е и енорията „Свети Илия“ в Радово, Струмишко.
В 1928 година Алексия (Αλέξια) е представено като чисто бежанско със 76 бежански семейства и 218 души.
На 16 май 1928 година село Алексово (Αλέξια) е закрито и е признато и присъединено към община Морарци (Антигония) ново село Милохори (Μυλοχώρι). По-късно към селото е присъединено съседното село Япли.
| Година    | 1913 | 1920 | 1928 | 1940 | 1951 | 1961 | 1971 | 1981 | 1991 | 2001 | 2011 | 2021 |
| --------- | ---- | ---- | ---- | ---- | ---- | ---- | ---- | ---- | ---- | ---- | ---- | ---- |
| Население | 488  | 3    | 225  | 363  | 257  | 250  | 130  | 119  | 99   | 83   | 79   | 48   |

## Личности
Родени в Алексово
- Атанасий Иванов (1883 – 1973), български католически духовник
- Димитър Димашев (1889 – 1928), български революционер, македоно-одрински опълченец и войвода на ВМРО

Македоно-одрински опълченци от Алексово
- Вано Георгиев Делиянов (1886 – 1913), Кукушката чета, Втора рота на Тринадесета кукушка дружина[18] Убит на 30 юни 1913 година в Междусъюзническата война.[19]
- Гоце Илиев (Ильов, 1884 – 1913), Първа рота на Тринадесета кукушка дружина, починал на 29 юни 1913 година[20]
- Гоце Киров (1889 – ?), Кукушката чета[21]
- Гоце Киров Наков (1888 – ?), Трета рота на Тринадесета кукушка дружина[22]
- Дельо Пецов (1862 – ?), Кукушката чета[23]
- Ильо Христов (1890 – ?), Кукушката чета[24]
- Митьо Бинин (1890 – ?), четата на Иван Ташев с четата на Рума Делчева[25]
- Мито Гоцев (1890 – ?), Кукушката чета[26]
- Мито Стоянов (Митю, 1889 – 1913), Първа рота на Тринадесета кукушка дружина, убит на 21 юни 1913 година в Междусъюзническата война[27]
- Христо Андонов, 22-годишен, четата на Иван Ташев с четата на Рума Делчева[28]
- Христо Ильов (1890 – ?), Кукушката чета[29]
- Христо Ириклицки (1886 – ?), Кукушката чета[30]